# Olejek tymiankowy
Olejek tymiankowy (farm. Thymi aetheroleum) – olejek eteryczny otrzymany przez destylację z parą wodną świeżych, kwitnących części nadziemnych Thymus vulgaris, Thymus zygis lub mieszaniny obydwu związków.
Olejek tymiankowy to bezbarwna, czerwonawa lub żółta ciecz o silnym aromatycznym zapachu przypominającym tymol. Głównym składnikiem olejku jest tymol (do 55%). Oprócz tego olejek zawiera cymen (15–28%), linalol (4–6,5%) i karwakrol (1–4%).
Olejek ma wiele zastosowań: antyseptyczne, dezynfekcyjne, przeciwgrzybicze, przeciwbakteryjne, przeciwrobacze, przeciwroztoczowe, odwaniające, przeciwgnilne, drażniące, rozgrzewające, pobudzające wydzielanie soków trawiennych, silnie żółciopędne, moczopędne, hamujące ośrodek i odruch kaszlu. Pobudza miesiączkowanie, działa przeciwbólowo np. przy reumatyzmie i artretyzmie.

W dużych dawkach poraża ośrodkowy układ nerwowy. Wcierany w skórę powoduje przekrwienie i rozgrzanie. Przy przedawkowaniu uszkadza narządy miąższowe i powoduje śpiączkę. Nie należy wcierać w skórę nierozcieńczonego olejku.
Stosuje się do: masażu, kąpieli i inhalacji (kominki aromaterapeutyczne).
Przeciwwskazania: pierwsze miesiące ciąży, nadciśnienie.